# 18e cérémonie des Tony Awards
La 18e cérémonie des Tony Awards a eu lieu le 24 mai 1964 à l'Hôtel Hilton, à New York et fut retransmise sur WWOR-TV. 

## Cérémonie
La cérémonie présentée par Steve Lawrence et Robert Preston se déroula en présence de plusieurs personnalités venues décerner les prix dont George Abbott, Lauren Bacall, Anne Bancroft, Harry Belafonte, Constance Bennett, Georgia Brown, David Burns, Richard Burton, Mindy Carson, Peggy Cass, Barbara Cook, Sammy Davis Jr., Paul Ford, Robert Goulet, Arthur Hill, Robert Horton, Shirley Knight, Carol Lawrence, Hal March, Mercedes McCambridge, Roddy McDowall, Molly Picon, Lee Remick, Cyril Ritchard, Paul Scofield, Martha Scott, Zachary Scott, Rip Torn, Gwen Verdon. La musique était de Meyer Davis et son orchestre.

## Palmarès
| Meilleure pièce | Meilleure comédie musicale |
| --- | --- |
| - Luther – John Osborne - The Ballad of the Sad Café – Edward Albee - Barefoot in the Park – Neil Simon - Dylan – Sidney Michaels | - Hello, Dolly! - Funny Girl - High Spirits - She Loves Me |
| Meilleur producteur (Drame) | Meilleur producteur (Comédie musicale) |
| - Herman Shumlin – The Deputy - Lewis M. Allen et Ben Edwards – The Ballad of the Sad Cafe - George W. George et Frank Granat – Dylan - Saint Subber – Barefoot in the Park                                                                            | - David Merrick – Hello, Dolly! - City Center Light Opera Company – West Side Story - Harold Prince – She Loves Me - Ray Stark – Funny Girl |
| Meilleur acteur dans une pièce | Meilleure actrice dans une pièce |
| - Alec Guinness – Dylan dans le rôle de Dylan Thomas - Richard Burton – Hamlet dans le rôle de Hamlet - Albert Finney – Luther dans le rôle de Martin - Jason Robards, Jr. – After the Fall dans le rôle de Quentin                                    | - Sandy Dennis – Any Wednesday dans le rôle de Ellen Gordon - Elizabeth Ashley – Barefoot in the Park dans le rôle de Corie Bratter - Colleen Dewhurst – The Ballad of the Sad Café dans le rôle d'Amelia Evans - Julie Harris – Marathon '33 dans le rôle de June Havoc |
| Meilleur acteur dans une comédie musicale | Meilleure actrice dans une comédie musicale |
| - Bert Lahr – Foxy dans le rôle de Foxy - Sydney Chaplin – Funny Girl dans le rôle de Nick Arnstein - Bob Fosse – Pal Joey dans le rôle de Joey Evans - Steve Lawrence – What Makes Sammy Run? dans le rôle de Sammy Glick                             | - Carol Channing – Hello, Dolly! dans le rôle de Dolly Gallagher Levi - Beatrice Lillie – High Spirits dans le rôle de Madame Arcati - Barbra Streisand – Funny Girl dans le rôle de Fanny Brice - Inga Swenson – 110 in the Shade dans le rôle de Lizzie Curry          |
| Meilleur acteur de second rôle dans une pièce | Meilleure actrice de second rôle dans une pièce |
| - Hume Cronyn – Hamlet dans le rôle de Polonius - Lee Allen – Marathon '33 dans le rôle de Patsy - Michael Dunn – The Ballad of the Sad Café dans le rôle de Cousin Lyman - Larry Gates – A Case of Libel dans le rôle de Boyd Bendix                  | - Barbara Loden – After the Fall dans le rôle de Maggie - Rosemary Murphy – Any Wednesday dans le rôle de Dorothy Cleves - Kate Reid – Dylan dans le rôle de Caitlin Thomas - Diana Sands – Blues for Mister Charlie dans le rôle de Juanita                             |
| Meilleur acteur de second rôle dans une comédie musicale | Meilleure actrice de second rôle dans une comédie musicale |
| - Jack Cassidy – She Loves Me dans le rôle de Stephen Kodaly - Will Geer – 110 in the Shade dans le rôle de H. C. Curry - Danny Meehan – Funny Girl dans le rôle de Eddie Ryan - Charles Nelson Reilly – Hello, Dolly! dans le rôle de Cornelius Hackl | - Tessie O'Shea – The Girl Who Came to Supper dans le rôle de Ada Cockle - Julienne Marie – Foxy dans le rôle de Celia - Kay Medford – Funny Girl dans le rôle de Rose Brice - Louise Troy – High Spirits dans le rôle de Ruth Condomine                                 |
| Meilleure mise en scène pour une pièce | Meilleure mise en scène pour une comédie musicale |
| - Mike Nichols – Barefoot in the Park - June Havoc – Marathon '33 - Alan Schneider – The Ballad of the Sad Café - Herman Shumlin – The Deputy | - Gower Champion – Hello, Dolly! - Joseph Anthony – 110 in the Shade - Noël Coward – High Spirits - Harold Prince – She Loves Me |
| Meilleure livret | Meilleure partition originale (Musique et/ou paroles) pour le Théâtre |
| - Michael Stewart – Hello, Dolly! - Noël Coward et Harry Kurnitz – The Girl Who Came to Supper - Joe Masteroff – She Loves Me - Hugh Martin et Timothy Gray – High Spirits                                                                             | - Hello, Dolly! – Jerry Herman (musique et paroles) - High Spirits – Hugh Martin et Timothy Gray (musique et paroles) - 110 in the Shade – Harvey Schmidt (musique) et Tom Jones (paroles) - Funny Girl – Jule Styne (musique) et Bob Merrill (paroles)                  |
| Meilleure chorégraphie | Meilleur directeur musical ou chef d'orchestre |
| - Gower Champion – Hello, Dolly! - Danny Daniels – High Spirits - Carol Haney – Funny Girl - Herbert Ross – Anyone Can Whistle | - Shepard Coleman – Hello, Dolly! - Lehman Engel – What Makes Sammy Run? - Charles Jaffe – West Side Story - Fred Werner – High Spirits |
| Meilleurs décors | Meilleurs costumes |
| - Oliver Smith – Hello, Dolly! - Raoul Pene Du Bois – The Student Gypsy, or The Prince of Liederkranz - Ben Edwards – The Ballad of the Sad Café - David Hays – Marco Millions                                                                         | - Freddy Wittop – Hello, Dolly! - Irene Sharaff – The Girl Who Came to Supper - Beni Montresor – Marco Millions - Rouben Ter-Arutunian – The Resistible Rise of Arturo Ui                                                                                                |

Une récompense spéciale a été donnée à Eva Le Gallienne, célébrant ses 50 ans de carrière, honorée pour son travail avec le National Repertory Theatre.